# Cixius merula
Cixius merula är en insektsart som beskrevs av Anders Gustav Dahlbom 1907. Cixius merula ingår i släktet Cixius och familjen kilstritar. Inga underarter finns listade i Catalogue of Life.